# Véhicule électrique en Italie

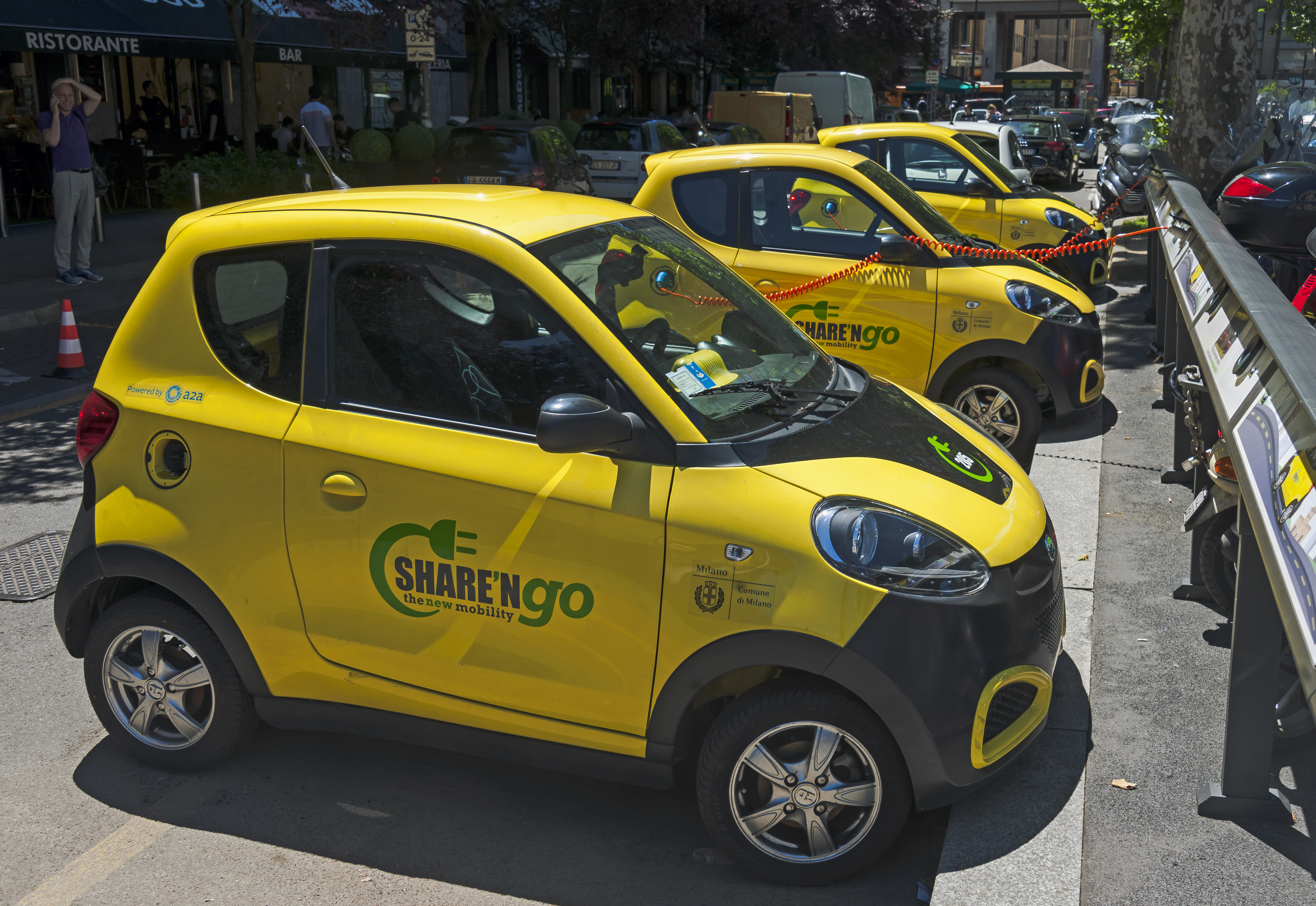
Véhicules électriques partagés à Milan en Italie en 2016.

Le véhicule électrique en Italie progresse de façon inégale selon les années, passant du troisième rang des marchés de l'Union européenne en 2021 (7,7 % du total UE) au sixième rang en 2023 (4,3 %). En 2023, la part de la voiture 100 % électrique sur le marché italien est de 4,2 % seulement.

## Immatriculations
En 2024, la part de marché des voitures 100 % électriques reste à 4,2 %, comme en 2023. Celle des hybrides rechargeables recule de 4,4 % à 3,3 %. Les hybrides dominent : 11,8 % de full hybrids et 28,4 % de mild-hybrids.
En 2023, les immatriculations de voitures 100 % électriques particulières atteignent 66 265 contre 49 169 en 2022, soit +34,8 %. Elles ont représenté 4,2 % des ventes de voitures particulières contre 3,7 % en 2022 (+9,3 points). L'Italie est en 2023 le sixième marché de l'Union européenne pour la voiture 100 % électrique avec 4,3 % du total des ventes, derrière l'Allemagne (34,1 %), la France (19,4 %), les Pays-Bas (7,4 %), la Suède (7,3 %) et la Belgique (6,1 %).
En 2022, 49 179 voitures 100 % électriques ont été immatriculées en Italie, contre 67 284 voitures en 2021, en baisse de 26,9 %. L'Italie est en 2022 le cinquième marché de l'Union européenne pour la voiture 100 % électrique avec 4,4 % du total des ventes, derrière l'Allemagne (41,9 %), la France (18,1 %), la Suède (8,5 %) et les Pays-Bas (6,5 %). En 2021, la part de l'Italie était de 7,7 % de l'UE, au troisième rang derrière l'Allemagne (40,6 %) et la France (18,5 %).

## Politiques de soutien à la voiture électrique
En octobre 2022, le gouvernement italien offre des aides de 7 500 € pour l'achat d'une voiture électrique et de 6 000 € pour les véhicules hybrides rechargeables.
Le 1er février 2024, le ministre de l’Industrie italien Adolfo Urso annonce la mise en place d’un « plan d’incitation pour l’automobile » de 8 milliards €, dont 950 millions € consacrés à une aide à l'achat de véhicules électriques coûtant moins de 35 000 € ou hybrides-rechargeables coûtant moins de 45 000 €. Cette aide peut aller jusqu’à 13 750 euros € pour les ménages les plus modestes.
Les 240 millions € destinés à l’achat de voitures 100 % électriques ont été épuisés en 9 heures le jour où le site dédié au nouveau bonus a été ouvert. Les aides pour les véhicules hybrides rechargeables, hybrides simples et thermiques avec des émissions de CO2 entre 61 et 135 g/km restent disponibles.

## Stations de recharge
En 2023, l'Italie compte 48 100 points de recharge accessibles au public, dont 8 100 points de recharge rapide.